# Wilson Ezquerra Martinotti
Wilson Ezquerra Martinotti (Tacuarembó, 14 de mayo de 1958) es un político, empresario, docente y dirigente de fútbol uruguayo.

## Biografía
Se desempeñó en la docencia en UTU como profesor de Tecnología, Electricidad y Mecánica, Seguridad e Higiene, y en Mecánica.
Presidente fundador del Tacuarembó Fútbol Club en el año 1999.
Dirigente político del Partido Nacional. Abrió su primer comité militando por el Movimiento Nacional de Rocha en Tacuarembó. Fue Edil y ocupó la Presidencia de la Junta Departamental. Electo intendente departamental de Tacuarembó para el período 2005-2010 y 2010-2015 por Alianza Nacional. Fue Presidente del Congreso de Intendentes.
En el año 2020 asume por tercera vez como intendente departamental de Tacuarembó por el periodo 2020-2025. 
En mayo de 2025 es electo por cuarta vez intendente del departamento de Tacuarembó, generando así un hecho histórico, por primera vez un intendente gobernará 20 años, electo por la ciudadanía. 
Es tío del político tacuaremboense Wilson Aparicio Ezquerra Alonso. 